# Auguste Clément Herst
Auguste Clément Herst, né à Rocroi le 18 août 1825, et mort à Nice le 10 août 1900,, est un peintre et illustrateur français.

## Biographie
Joseph Auguste Clément Hoürst dit Herst est né à Rocroi le 18 août 1825. De 1840 à 1860, il est actif à Schéveningue aux Pays-Bas.
Il expose pour la première fois au Salon à Paris en 1861. Il peint des vues de marine dans les ports de Boulogne-sur-Mer, Marseille, et des paysages de montagne comme la Grande Chartreuse, ainsi que des paysages de Normandie.
Réputé pour ses talents de pédagogue, il fut le professeur de dessin des filles de Théophile Gautier.

## Œuvres
Depuis le XXIe siècle, 40 peintures et 26 dessins et aquarelles référencés sous son nom sont passés en ventes publiques en France, en Belgique, en Allemagne et en Suisse.

### Œuvres dans les collections publiques
- Chartres, musée des Beaux-Arts :
  - Intérieur de Basse-cour, panneau, 24 × 18 cm, collection Layé[5].

### Illustrations
- Poésies posthumes, d'Edmond Roche, préface de Victorien Sardou, illustrations d'Auguste Clément Herst, Alexandre de Bar, Camille Corot, Henri Grenaud, Jules Michelin, 1863.

Œuvres attribuées à Auguste Clément Herst
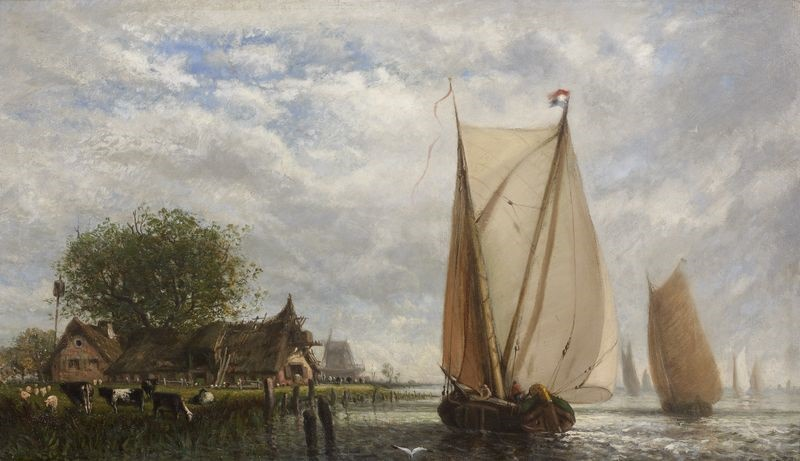
Estuaire en Hollande, localisation inconnue.
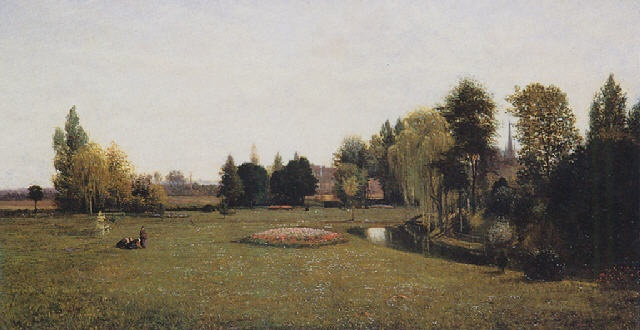
Le Parc en fleur, localisation inconnue.

## Élèves
- Judith Gautier (1845-1917)
- Estelle Gautier (1848-1914)
- Armand Point (1860-1932)